# Salaš Crnobarski
Salaš Crnobarski (izvirno srbsko Салаш Црнобарски) je naselje v Srbiji, ki upravno spada pod Občino Bogatić; slednja pa je del Mačvanskega upravnega okraja.

## Demografija
V naselju živi 1110 polnoletnih prebivalcev, pri čemer je njihova povprečna starost 42,5 let (41,8 pri moških in 43,2 pri ženskah). Naselje ima 418 gospodinjstev, pri čemer je povprečno število članov na gospodinjstvo 3,22.
To naselje je, glede na rezultate popisa iz leta 2002, večinoma srbsko, a v času zadnjih treh popisov je opazno zmanjšanje števila prebivalcev.
|  |

| Demografija | Demografija     | Demografija     |
| Leto        | Št. prebivalcev | Št. prebivalcev |
| ----------- | --------------- | --------------- |
|             |                 |                 |
|             |                 |                 |
|             |                 |                 |
|             |                 |                 |
| 1948        | 1765            |                 |
| 1953        | 1892            |                 |
| 1961        | 1817            |                 |
| 1971        | 1604            |                 |
| 1981        | 1538            |                 |
| 1991        | 1490            | 1436            |
| 2002        | 1405            | 1344            |
|             |                 |                 |

| Etnična sestava po popisu iz leta 2002 | Etnična sestava po popisu iz leta 2002 | Etnična sestava po popisu iz leta 2002 | Etnična sestava po popisu iz leta 2002 | Etnična sestava po popisu iz leta 2002 |
| -------------------------------------- | -------------------------------------- | -------------------------------------- | -------------------------------------- | -------------------------------------- |
| Srbi                                   | Srbi                                   |                                        | 1.292                                  | 96,13%                                 |
| Romi                                   | Romi                                   |                                        | 7                                      | 0,52%                                  |
| Slovenci                               | Slovenci                               |                                        | 4                                      | 0,29%                                  |
| Jugoslovani                            | Jugoslovani                            |                                        | 2                                      | 0,14%                                  |
| Hrvati                                 | Hrvati                                 |                                        | 1                                      | 0,07%                                  |
| Neznano                                | Neznano                                |                                        | 34                                     | 2,52%                                  |